# Потлова Катерина Борисівна
Катерина Борисівна Потлова (нар. 28 листопада 1978) — українська дизайнерка прикрас та аксесуарів під власним брендом, декоратор, стиліст, модель. Авторка всеукраїнських фотопроєктів «Ethno Fashion by Potlova», «Славетні жінки княжої доби».

## Життєпис
Народилася 28 листопада 1978 року в місті Волгоград. Дитинство та навчання пройшло в Маріуполі (загальноосвітня школа № 1, Маріупольській технікум Донецького Державного Університету Економіки та торгівлі (випуск 1998 року), Донецький національний університет економіки і торгівлі імені Михайла Туган-Барановського (випуск 2002 року).
У віці 17 років розпочинає фешн-кар'єру. В період з 1997 по 1999 роки викладає у школі моделей «Катрін» та модельної агенції «Атталєя Прінципс», режисер-постановник дефіле, та конкурсів краси в Маріуполі.
Із 2001 року — переїжджає до Києва. Працює в агеції «Karin MMG» Влади Литовченко. Активно бере участь в конкурсах краси, є однією з найтитулованіших моделей України (серед нагород регіональні — Віце-міс Донбас-96; всеукраїнські — Королева України-99; міжнародні — Перша віце-королева Європи-2000).
Катерина Потлова стала першою, хто представив Маріуполь на регіональному конкурсі, згодом — на національному й міжнародному. Історії її перемог присвячено стенд в Маріупольському музеї (кімната «Знамениті люди міста»).
Фотосесії Катерини з'являються на обкладинках українських та закордонних журналів («Наталі», «FHM», «XXL», «Maxim», «Whats'On», «EGO», «Cosmopolitan»…). Стає обличчям торгових марок («Sabri O'zel», «Clermont», «Кристал», «Joli-fashion», «Feminelli»…). Знімається в рекламі («Київстар», «UMC», «Укртелеком», «Златогор», «Світоч», «АВК», «Medoff»…) та музичному відео (гурт «ВІА Гра», Дмитро Клімашенко, Валерій Меладзе). Бере участь у соціальних проєктах.
У 2012 році відкриває власний бренд «Potlova», який займається прикрасами із натурального каміння та аксесуарами. В колекції прикрас вироби з напівкоштовних каменів (флюорит, турмалін, гранат, аметист тощо), кулони з муранського скла.
Засновує «Potlova C&D Group» (2014) та розширює сферу послуг до створення індивідуальних образів та організації авторських фотосесій. Під цим брендом започаткувала проєкт «Fashion Dolls by Potlova» та низку всеукраїнських масштабних проєктів «Ethno Fashion by Potlova» (2015), «Київська Русь» та «Славетні жінки княжої доби» (обидва 2016).

## Творчий шлях

### Кар'єра моделі
Катерина Потлова є володаркою 18 почесних титулов краси.
- 1996 — «Віце-міс Донбас»[12]
- 1996 — «Міс фото Донбас»
- 1997 — «Віце-міс Україна»[13]
- 1997 — «Міс „PLAYBOY“» (Міжнародний конкурс «Модель» COSMOPOLITAN", м. Москва)
- 1998 — «Міс фото» (Міжнародний конкурс «Перлина Чорного моря — 98», м. Севастополь)
- 1999 — «Міс „MARTINI“» (конкурс «Королева України — 99»)[14]
- 1999 — «Королева України — 99»[15]
- 1999 — «Краща фотомодель України» (Конкурс «Топ-модель світу в Україні», м. Одеса)
- 2000 — «Перша віце-королева Європи» (Санкт-Пельтен, Австрія)[16][4]
- 2000 — Фіналістка конкурсу «Super Model of the World» (м. Москва)
- 2003 — «Міс Техно» (Журнал «XXL»)
- 2004 — «Топ-модель України» (Національна премія «Чорна перлина», м. Київ)
- 2004 — «Fashion Model awards» — 3-е місце (м. Москва)
- 2004 — «Міс „Elit Club“» (м. Київ)
- 2004 — «Краса і Гордість Донбасу»
- 2013 — Інтернет-конкурс «Чарівна мить жіночої краси» (1-е місце в номінації «Ти прекрасна назавжди»)
- 2014 — «100 найкрасивіших жінок України»
- 2014 — «MRS. Beauty International Ukraine — 2014»

### Проєкт «Ethno Fashion by Potlova»

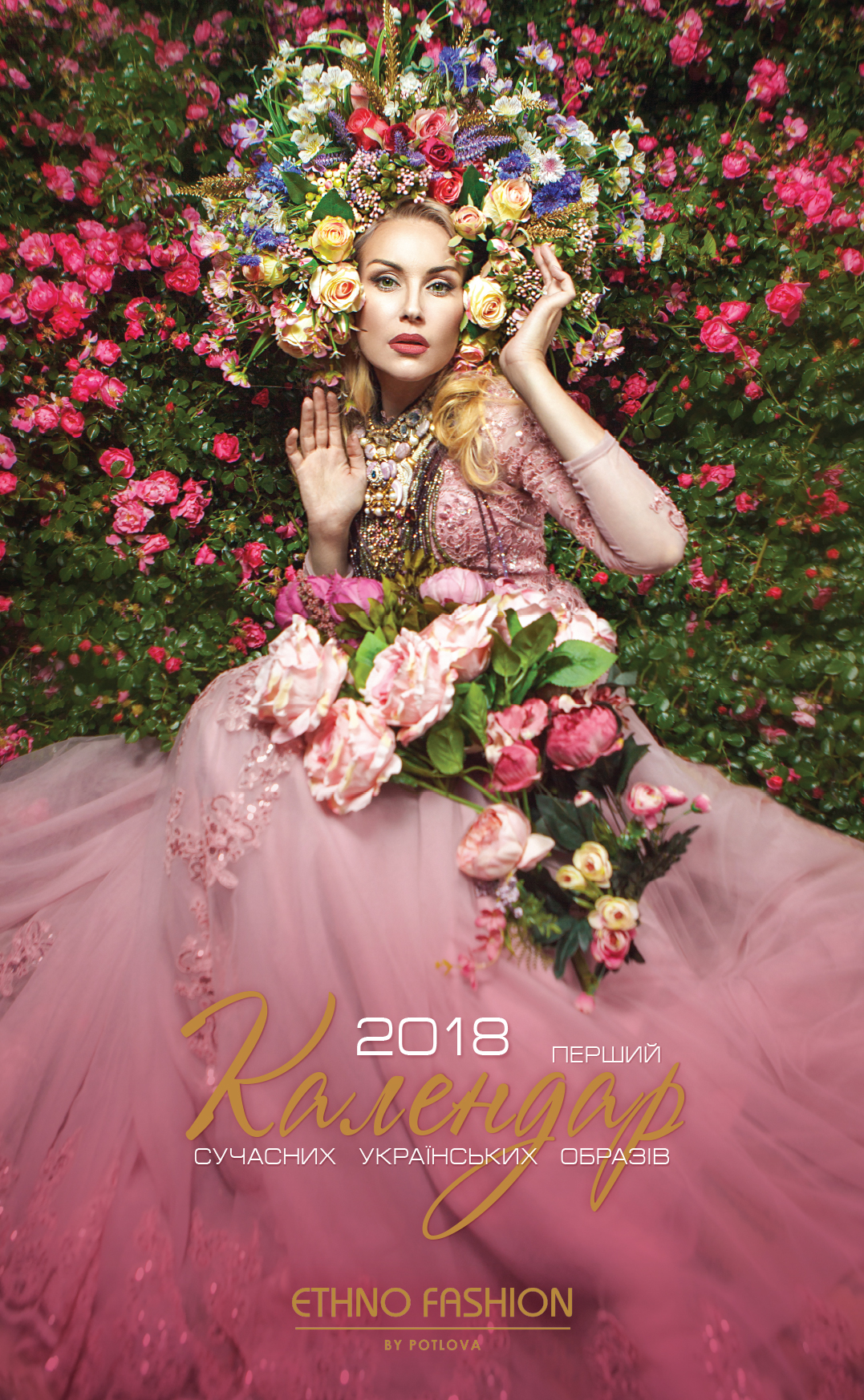
Обкладинка календаря 2018 року проєкту «Ethno Fashion by Potlova»

Ідея проєкту «Ethno Fashion by Potlova», започаткованого 2015 року, — в оспівуванні сучасної самобутньої української жінки. За роки його існування учасницями стали зірки українського шоу-бізнесу, культури і мистецтва, політики, спортсменки, які є гордістю України і просто унікальні жінки, які втілюють внутрішню силу і красу. Проєкт без часових рамок і територіальних кордонів, де головною героїнею є сучасна самобутня українська жінка — така, якою вона виглядає сьогодні, але у той же час берегиня традицій, що несе в собі пам'ять і мудрість поколінь. З третього сезону в проєкті з'являються дитячі та родинні портрети.
За три сезони проєкту (з березня 2016 по листопад 2019) було створено 300 унікальних образів та відзнято більше 2000 ексклюзивних фотографій, які популяризують етно-костюм, торкаються етнічних коренів, історичних витоків та традицій народностей, які населяють сучасну Україну.
В травні 2019-го виставка «Мира тобі, Україно!» було представлено в Києві у приміщенні Національної бібліотеки України ім. Ярослава Мудрого. А вже у грудні виставка, яка складається зі 40 портретів сучасних українок була представлена в Білорусі (художня галерея Університет культури) під назвою «Красуня-українка». Проєкт організований спільно з Посольством України в Республіці Білорусь. На широкоформатних фотографіях представлені українські жінки в національних нарядах і красивих образах.

### Проєкт «Славетні жінки княжої доби»
Авторський проєкт Катерини Потлової «Славетні жінки княжої доби» являє собою певний стилізований костюм із прикрасами, корні натхнення яких — в образах княгинь Київської Русі. Образи створено власноруч Катериною. Інкрустацію хрестів, більша частина аксесуарів та одягу розшита вручну. На створення було витрачено понад 40 м оксамиту, льону та інших вінтажних матеріалів. Манжети, корони та комірці розшивали камінням, використали більше 60 м намиста під перли та бронзу, а в коронах присутні натуральні перлини.
Художньо переосмислені в проєкті стали образи княгині Ольги, Анни Ярославни, Янки Всеволодівни, Анастасії Ярославни, Єлизавети Ярославни, Предслави Володимирівни, Мстислави Володимирівни, Марії Добранеги, Святослави (Сватава) Казимирівни, Євфимії Володимирівни, Преміслави Володимирівни, Єфросинії Мстиславівни та інших.
За три роки існування проєкту було відзнято два сезони, в яких взяли участь понад 35 жінок. В образах жінок княжої доби виступили найвідоміші сучасні українки в галузі культури і громадської діяльності — Наталія та Ольга Сумські, Ірина Білик, Ольга Горбачова, Катерина Бужинська, Влада Литовченко, Владислава Рутицька, Оксана Степанюк та інші.
Презентація проєкту із подальшої виставкою протягом місяця відбулася у приміщенні Національної бібліотеки України ім. Ярослава Мудрого. Проєкт існує також у вигляді настінного перекидного календаря.
Взяла участь як дизайнерка історичних костюмів для головних героїв документального фільму «Ярослав Мудрий — тесть Європи», та зіграла в ньому епізодичну роль (в українському прокаті з 2025 року). Робота над костюмами тривала дев'ять місяців.

## Відеографія
Документальне кіно
- 2025 — «Ярослав Мудрий — тесть Європи» (реж. Олеся Ногіна) — Рогніда, мити Ярослава, жінка Володимира[29]

Музичне відео
- 2001 — Дмитро Клімашенко — «Disco» (реж. Алан Бадоєв)[32]
- 2002 — Гурт «ВІА Гра» — «Стоп! Стоп! Стоп!» (реж. Семен Горов)[33]
- 2003 — Дует Дмитро Гордон та Олександр Розенбаум — «Клетчатый» (реж. Максим Паперник)[34]
- 2005 — Дмитро Клімашенко — «Жаль» (реж. Алан Бадоєв)[35]
- 2007 — Валерій Меладзе — «Сахара не надо» (реж. Алан Бадоєв)[36]

Рекламне відео
- «Мажор»
- «Helen Harper»[37]
- «Златогор»
- «Мікс»[38]
- «Київстар»
- «Мультитабс»
- «Эриксон»
- «Світоч»
- «АВК»
- «Шустов»[5][39]
- 2004 — «Lipton. Taste of London» — ТМ чай «Ліптон»[40]
- Майонез «Провансаль» — ТМ «Віста»[41]
- «Хрустка картопля»
- «7-UP»
- «DAX»
- «GALA»
- «MIDO»
- Цигарки «Vigos» (Греція)
- «Камо» (Севастопольські ковбаси)[42]
- «Triumf»
- «UMC»
- «Фарматекс»[43][5]
- «Мері Кей»
- «MODICCA»
- «Flamingo»
- «Samsung»[44]
- «Джинсова симфонія»
- «COSMO»
- «Medoff»
- «Укртелеком»

## Виставки
- Виставка «Миру тобі, Україно!»:
  - Національний палац мистецтв «Україна» (лютий 2019)[45]
  - Національна бібліотека України імені Ярослава Мудрого (травень 2019)[46]
  - Київська міська державна адміністрація (серпень 2019)
  - Генеральне консульство України в Стамбулі (Туреччина, вересень 2019)

- Виставка «Діти — наші квіти»:
  - Дитяча школа мистецтв (Шпитьки, Києво-Святошинського району Київської області, червень 2019) — в рамках благодійного заходу «Твори добро» до Міжнародного дня захисту дітей[47]

- Виставка «Славетні жінки княжої доби»:
  - Національна бібліотека України імені Ярослава Мудрого (вересень 2019)

- Виставка «Красуня-українка»:
  - Художня галерея Університет культури (Мінськ, грудень 2019) — за ініціативи та підтримки Посольство України в Республіці Білорусь[48]

## Благодійність
- Подарунок — Постійно діюча експозиція виставки «Миру тобі, Україно!» у приміщенні Національного військово-медичного клінічного центру «Головний військовий клінічний госпіталь»
- Фотосесії учасниць із інвалідністю для проєкту «Ethno Fashion by Potlova»
- 2019 — Благодійний фотопроєкт «Диво Мама» для мам дітей із особливими потребами — втілені 7 з 16 образів учасниць[49]

## Нагороди
- 2009 — Диплом «За фешн кар'єру» (Ювілейний конкурс «Міс Донбас — 2009»)
- 2017 — «Проєкт року» («Ethno fashion») — «Красуня Українка» (Рейтинг найкрасивіших світлин українок)
- 2018 — «100 успішних українок» (Рейтинг журналу «Ukrainian People»)